# الزيرة
قرية الزيرة هي إحدى القرى التابعة لمركز أبو تيج في محافظة أسيوط في جمهورية مصر العربية. حسب إحصاءات سنة 2006، بلغ إجمالي السكان في الزيرة 5334 نسمة، منهم 2735 رجل و2599 امرأة.